# East End Lions Football Club
Maillots
Le East End Lions Football Club est un club de football sierra-léonais basé à Freetown et fondé en 1928.

## Palmarès
- Championnat de Sierra Leone (12)
  - Champion : 1980, 1985, 1992, 1993, 1994, 1997, 1999, 2005, 2009, 2010, 2014, 2019

- Coupe de Sierra Leone (3)
  - Vainqueur : 1973, 1980, 1989

- Coupe de l'UFOA
  - Finaliste : 1996

## Joueurs
- Sidique Mansaray (depuis 2007), attaquant